# New China Life Insurance
New China Life Insurance ist ein Versicherer mit Sitz in Peking. Das Unternehmen fokussiert sich auf Lebens- und Krankenversicherung und gehört als Teil der Forbes Global 2000 zu den größten börsennotierten Versicherern der Welt.

## Geschichte und Hintergrund
New China Life Insurance wurde im September 1996 gegründet. Im Dezember 2000 stieg unter anderem die Zurich Insurance Group offiziell als Investor ein, als sie an einer Kapitalerhöhung des seinerzeit viertgrößten privaten chinesischen Lebensversicherungsunternehmens partizipierte und 10 % der Aktienanteile übernahm. Später wurde im Zusammenhang mit einem Gerichtsverfahren in China publik, dass die Zurich bereits bei Gründung im Zusammenhang mit der Reise einer Wirtschaftsdelegation aufgrund eines China-Besuchs des Bundesrats Jean-Pascal Delamuraz beteiligt gewesen sei, was jedoch nach damaliger Gesetzeslage in der Volksrepublik nicht erlaubt war.
2005 wurden erstmals Pläne für eine Börsennotierung des chinesischen Versicherers publik. Unterdessen erhöhte die Zurich ihren Anteil am Unternehmen auf knapp 20 %. Nach Ermittlungen der chinesischen Versicherungsaufsicht aufgrund vermeintlicher Investitionen in Bereiche, die chinesischen Versicherungsunternehmen nicht erlaubt seien, trat der Vorstandsvorsitzende Guan Guoliang kurz vor Jahresende 2006 von seinem Amt zurück. Bei einer erneuten Kapitalerhöhung 2010 beteiligte sich die Zurich, um ihren Anteil zu erhalten, verkaufte aber im folgenden Frühjahr ein Viertel ihrer Anteile.
Ende 2011 erfolgte der Börsengang von New China Life Insurance parallel an der Hong Kong Stock Exchange sowie der Shanghai Stock Exchange, bei dem insbesondere Central Huijin Investment, die staatliche Bank- und Versicherungsbeteiligungen verwaltende Tochter des Staatsfonds China Investment Corporation, ihre Anteile veräußerte und die Investmentgesellschaft Great Eastern Holding aus Singapur, der malaysische Staatsfonds Khazanah Nasional sowie die Private-Equity-Unternehmen D. E. Shaw & Co. aus den USA und MBK Partners aus Südkorea zu den Hauptinvestoren zählen sollten. Dieser verlief hinter den Erwartungen, statt 2,3 Mrd. US-Dollar (heute ca. 3,2 Mrd. US-Dollar) wurden nur 1,9 Mrd. US-Dollar (heute ca. 2,6 Mrd. US-Dollar) frisches Kapital eingenommen. Später reduzierte die Zurich sukzessive ihren Anteil, im November 2013 wurden die letzten 9,4 % verkauft, wobei die Swiss Re ein 4,9-Prozent-Paket übernahm und hierfür ca. 493 Mio. US-Dollar (heute ca. 664 Mio. US-Dollar) zahlte. Auch die Swiss Re stieg später schrittweise aus, im Mai 2021 veräußerte sie die 2,5 % gehaltenen Anteile für 258 Millionen US-Dollar (heute ca. 299 Mio. US-Dollar). Zu den größeren Einzelinvestoren gehörte später auch Fosun, die chinesische Beteiligungsgesellschaft reduzierte ihren Anteil jedoch im September 2022 auf knapp 5 %.

## Aktionärsstruktur
Mit Stand 31. Dezember 2024 waren folgende Hauptaktionäre publiziert:
| Aktionär                                                               | Anteile     | Anteile in % |
| ---------------------------------------------------------------------- | ----------- | ------------ |
| Central Huijin Investment Ltd.                                         | 977,530,534 | 31.34        |
| HKSCC Nominees Limited                                                 | 972,749,511 | 31.18        |
| China Baowu Steel Group Corporation Limited                            | 377,162,581 | 12.09        |
| China Securities Finance Corporation Limited                           | 93,339,003  | 2.99         |
| Hwabao Investment Co., Ltd.                                            | 60,503,300  | 1.94         |
| Hong Kong Securities Clearing Company Limited                          | 43,609,683  | 1.40         |
| Central Huijin Asset Management Ltd.                                   | 28,249,200  | 0.91         |
| Industrial and Commercial Bank of China Limited                        | 14,419,850  | 0.46         |
| Kehua Tianyuan (Tianjin) Business Operation Management Company Limited | 11,200,000  | 0.36         |
| China Construction Bank Corporation – E Fund CSI 300                   | 9,946,518   | 0.32         |